# Luci Aurunculeu Cota
Luci Aurunculeu Cotta (en llatí Lucius Aurunculeus Cotta) va ser un militar romà que va servir com a legat a l'exèrcit de Juli Cèsar a la Gàl·lia i es va distingir tant pel seu valor com per la seva prudència.
L'any 57 aC comandà amb Quint Pedi la cavalleria de Juli Cèsar a la batalla de l'Axona, en la que va vèncer als belgues.
El 56 aC, Juli Cèsar, després del fallit desembarcament de Dover, en el retorn a la Gàl·lia Belga va ser enviat amb Quint Tituri Sabí a assolar les terres dels menapis.
L'any 55 aC, Juli Cèsar mancat de provisions, va distribuir les seves tropes per diversos punts de la Gàl·lia per passar l'hivern. Llavors Cotta i Quint Tituri Sabí van obtenir el comandament conjunt d'una legió i cinc cohorts i es van establir al territori dels eburons, entre el Mosa i el Rin. Molt aviat Ambiòrix i Cativolcus, els caps dels eburons, van iniciar la revolta contra els romans i van atacar el camp de Cotta i Sabí que portaven només 15 dies estacionats al lloc. Cotta volia defensar-se al camp, però Sabí considerava la defensa impossible i volia evacuar confiat en el salconduit ofert per Ambiòrix. Per no trencar la concòrdia, Cotta va accedir i els romans van caure en un parany dels gals. Cotta va ser ferit durant el combat, però va seguir lluitant i va refusar negociar amb els gals i finalment ell mateix i la major part dels seus soldats van morir a mans dels gals a la batalla del Jeker.